# Asyntactus rhogaleus
Asyntactus rhogaleus är en stekelart som beskrevs av Marshall 1898. Asyntactus rhogaleus ingår i släktet Asyntactus och familjen bracksteklar. Inga underarter finns listade.